# Nine Perfect Strangers
Nine Perfect Strangers è una serie televisiva statunitense ideata da David E. Kelley e sviluppata insieme a John-Henry Butterworth, con Nicole Kidman come protagonista.
La serie è l'adattamento del romanzo Nove perfetti sconosciuti (Nine Perfect Strangers) del 2018 scritto da Liane Moriarty.

## Trama
Nove perfetti sconosciuti si recano in un lussuoso ritiro spirituale di dieci giorni, del quale non sanno assolutamente niente tranne quello che loro immaginano che sia: una Spa lussuosa, spirituale, dove trovare calma, tranquillità, meditare e tutte le tradizionali attività di altri famosi centri benessere. 
Il nome del luogo è Tranquillum House, un resort benessere che promette di "trasformare e sanare" i propri ospiti paganti. Nonostante la bellezza mozzafiato del posto, della struttura, la calma serafica dello staff, il resort si dimostra diverso da quello che gli ospiti immaginavano, e sembrano prossimi a scoprire e rivelare molti segreti reciproci e della proprietaria del resort: l'enigmatica, estremamente calma, eterea, misteriosa, pacifica quanto inquietante Masha.

## Episodi
| Stagione         | Episodi | Pubblicazione USA | Pubblicazione Italia |
| ---------------- | ------- | ----------------- | -------------------- |
| Prima stagione   | 8       | 2021              | 2021                 |
| Seconda stagione | 8       | 2025              | 2025                 |

## Personaggi e interpreti
- Masha Dmitrichenko (stagioni 1-2), interpretata da Nicole Kidman, doppiata da Chiara Colizzi.[1]
Fondatrice di un resort benessere chiamato Tranquillum House.

### Stagione 1
- Francis Welty, interpretata da Melissa McCarthy, doppiata da Francesca Guadagno.[1]
Scrittrice alle prese con un travagliato insuccesso dal punto di vista professionale e nella sua vita privata.
- Napoleon Marconi, interpretato da Michael Shannon, doppiato da Andrea Lavagnino.[1]
Insegnante delle superiori in lutto per la morte di suo figlio.
- Lars Lee, interpretato da Luke Evans, doppiato da Simone D'Andrea.[1]
Uomo che si è appena lasciato con il suo compagno e sembra essere venuto al resort con un doppio fine segreto (giornalista investigativo).
- Jessica Chandler, interpretata da Samara Weaving, doppiata da Francesca Manicone.[1]
Influencer e moglie di Ben.
- Heather Marconi, interpretata da Asher Keddie, doppiata da Roberta Greganti.[1]
Moglie di Napoleon Marconi, anche lei in lutto per la morte del loro figlio.
- Ben Chandler, interpretato da Melvin Gregg, doppiato da Manuel Meli.[1]
Marito di Jessica, l'influencer (cosa che lui non sembra tollerare molto) disinvolto, vincitore di 22 milioni di dollari alla lotteria, alla guida di una eccentrica Lamborghini gialla.
- Delilah, interpretata da Tiffany Boone, doppiata da Veronica Puccio.[1]
Impiegata modello del resort, in una relazione sentimentale con Yao.
- Yao, interpretato da Manny Jacinto, doppiato da Luca Mannocci.[1]
Braccio destro di Masha a Tranquillum House.
- Zoe Marconi, interpretata da Grace Van Patten, doppiata da Livia Amatucci.[1]
Figlia di Napoleon e Heather che come i suoi genitori sta soffrendo per la morte di suo fratello gemello.
- Glory, interpretata da Zoe Terakes, doppiata da Lavinia Paladino.
Altra componente dello staff di Tranquillum House.
- Carmel Schneider, interpretata da Regina Hall, doppiata da Rossella Acerbo.[1]
Madre molto emotiva, socievole, ma un po' invadente, elettrizzata di partecipare al retreat, con improvvisi scatti d'ira e vittima di un marito violento che l'ha lasciata per un'altra donna.
- Tony Hogburn, interpretato da Bobby Cannavale, doppiato da Massimo Bitossi.[1]
Ex attaccante di football americano, ruolo tight end che si trova in difficoltà con la sua dipendenza dalla droga.

### Stagione 2
- Matteo, interpretato da Aras Aydın, doppiato da Gabriele Vender.
- Victoria O'Clair, interpretata da Christine Baranski, doppiata da Barbara Castracane.
- Brian Tumkin, Murray Bartlett, doppiato da Alessio Cigliano.
- Agnes, interpretata da Dolly de Leon, doppiata da Tiziana Avarista.
- Martin Siebmacher, interpretato da Lucas Englander, doppiato da Alberto Franco.
- Peter Sharpe, interpretato da Henry Golding, doppiato da Stefano Crescentini.
- Imogen O'Clair, interpretata da Annie Murphy, doppiata da Martina Felli.
- Helena von Falkenberg, interpretata da Lena Olin, doppiata da Emanuela Rossi.
- Tina, interpretata da King Princess, doppiata da Letizia Scifoni.
- Wolfie, interpretata da Maisie Richardson-Sellers, doppiata da Gaia Bolognesi.
- David Sharpe, interpretato da Mark Strong, doppiato da Massimo Rossi.

## Produzione
Le riprese della serie, iniziate il 10 agosto 2020 a Byron Bay, nello stato del Nuovo Galles del Sud in Australia, sono terminate il 21 dicembre dello stesso anno.
Nel maggio 2022 Hulu ha annunciato la volontà di produrre la serie per una seconda stagione, cambiando il progetto iniziale di realizzare una miniserie. Il 14 dicembre 2023 Murray Bartlett, Annie Murphy, Christine Baranski, Dolly de Leon, Maisie Richardson-Sellers, King Princess, Aras Aydın e Lucas Englander sono stati annunciati nel cast principale della seconda stagione. Il 21 marzo 2024 Henry Golding, Mark Strong e Lena Olin sono stati scritturati nel cast.

## Promozione
Il primo trailer della serie è stato diffuso il 22 luglio 2021.

## Distribuzione
Negli Stati Uniti la serie è stata distribuita su Hulu a partire dal 18 agosto 2021 mentre nel resto del mondo dal 20 agosto su Prime Video.
La seconda stagione è stata distribuita dal 21 maggio 2025.

## Accoglienza

### Critica
La prima stagione ha ricevuto recensioni miste dalla critica. Rotten Tomatoes riporta il 59% delle recensioni professionali positive basato su 111 critiche. Il consenso critico del sito web indica: «Un mistero contorto può confondere all'impatto, ma le ottime interpretazioni generali di questo poliedrico cast significano che Nine Perfect Strangers non è mai meno di attenzione.» Metacritic, invece, ha assegnato un punteggio di 54 su 100 basato su 35 recensioni, indicando "recensioni miste".
La seconda stagione ha ricevuto recensioni miste dalla critica. Rotten Tomatoes riporta il 46% delle recensioni professionali positive basato su 24 critiche. Il consenso critico del sito web indica: «Un ritorno poco piacevole per la regina degli psichedelici e il suo nuovo gruppo di persone mondane, che colloca questa seconda stagione di Nine Perfect Strangers in un'irrevocabile calo del secondo anno.» Metacritic ha assegnato un punteggio di 50 su 100 basato su 12 recensioni, indicando "recensioni miste".

## Riconoscimenti
- 2022 - Critics' Choice Awards[14]
  - Candidatura per la migliore attrice non protagonista in una miniserie o film per la televisione a Melissa McCarthy
- 2022 - Satellite Award[15]
  - Candidatura per il miglior attore non protagonista in una serie, mini-serie o film per la televisione a Bobby Cannavale
  - Candidatura per il miglior attore non protagonista in una serie, mini-serie o film per la televisione a Michael Shannon
  - Candidatura per la miglior attrice in una serie drammatica a Nicole Kidman